# Bjerre
 For alternative betydninger, se Bjerre (flertydig). (Se også artikler, som begynder med Bjerre)
Bjerre er en landsby i Østjylland med 447 indbyggere  (2024). Bjerre er beliggende i Bjerre Sogn ni kilometer syd for Horsens, 10 kilometer øst for Hedensted og 26 kilometer nordøst for Vejle. Byen tilhører Hedensted Kommune og er beliggende i Region Midtjylland.
I byen finder man Bjerre Kirke. Bjerre har givet navn til Bjerre Herred, som stadig bliver brugt som egnsbetegnelse i området.